# Марка (народ)
Марка́ або Мара́ка́ — субетнос у складі сонінке на північному заході Малі.
Розмовляють власною мовою марка, що належить до мов мандінґо.

## Історія спільноти марка-марака
Люди марка — це мусульманські общини торговців у часи Бамбара імперії. Марака контролювали прибуткову торгівлю між зоною сахеля (народів біля узбережжя Атлантичного океану) та кочовими берберськими племенами, що курсували Сахарою. Бамбара вдалося інтегрувати спільноту марака у свою державну структуру, і позиції торговців марака значно підсилилися, а землі збільшилися у державі Сеґу та його васалі Каарта у XVIII—на початку XIX століть. Коли в середині XIX століття держави бамбара впали під натиском мусульманських завойовників, монополію марака на торгівлю було назавжди зруйновано, від чого народ так і не оговтався ніколи, поступово розчиняючись у середовищі більш чисельних народів-сусідів.

## Народність марка за сучасності
Тепер налічується 25 тис. мовців марака (за іншими даними тих, для кого марака є рідною, значно більше), і вони значно інтегровані у суспільства сонінке та бамбара.